# Castellammarijnse oorlog
De Castellammarijnse oorlog was een bloedig conflict tussen twee Siciliaans-Amerikaanse maffiabendes in New York in de jaren 1930-1931. Het ging om een machtsstrijd tussen "Joe the Boss" Masseria en de Castellammarijnse borgata onder leiding van Salvatore Maranzano.

## Achtergrond
Halverwege de jaren 20 van de vorige eeuw stond de grootste Siciliaans-Amerikaanse maffiabende, gesitueerd in East Harlem, New York, onder leiding van Joe Masseria. Joe Masseria's opkomst rustte op een gewelddadige en bloedige werkwijze. Hij leidde een bende die meer dan 30 van haar tegenstanders liquideerde in conflicten met betrekking tot dranksmokkel en illegale gokactiviteiten.
De Castellammarijnse bende, die haar oorsprong kent in (en naam ontleent aan) de Siciliaanse plaats Castellammare del Golfo, was een andere machtige bende in New York. 
In 1930 voelde Joe Masseria zich machtig genoeg om de rol van baas van alle maffiosi op zich te nemen. Als opperbaas eiste hij grote geldsommen op van de andere borgata's als schatting. Ook gaf Masseria het bevel om aanslagen uit te voeren op Castellammarijse soldaten. Salvatore Maranzano weigerde om zich aan Masseria te onderwerpen of om zijn suprematie te erkennen waardoor er een grootschalig conflict ontstond tussen New Yorks twee machtigste borgata's.

## Dubbelzijdig conflict
Hoewel de oorlog vanaf de oppervlakte een machtsconflict leek tussen twee verschillende bendes was er ook een ander conflict gaande. Dit was die tussen de oude garde der Siciliaanse maffialeiders - bekend als "Mustache Petes" vanwege hun traditionele snorren en ouderwetse gewoontes - en de "Young Turks"; een diversere en jongere in de VS opgegroeide Italiaans-Amerikaanse groep die vooruitstrevender was en bereid waren om zaken te doen met niet-Sicilianen. In tegenstelling tot de "Mustache Petes", door wie hiertoe uitsluitend volbloedige Sicilianen waardig genoeg werden geacht.
Salvatore Lucania "Lucky Luciano" was zo'n "Young Turk". Hij kwam in de jaren 20 voor Masseria te werken nadat hij een succesvolle aanslag had uitgevoerd tegen een van zijn tegenstanders. Toen de oorlog uitbrak werd Luciano benaderd door Maranzano met de vraag of hij zich bij hem wilde aansluiten. Luciano sloeg zijn aanbod af waarna hij slachtoffer werd van een gewelddadige ranselpartij (waarvan hij de rest van zijn leven letsel aan zijn rechteroog over zou houden.)
Na achttien maanden van strijd, en zonder einde in zicht van de Castellammarijnse oorlog besloot Luciano in te grijpen door zijn baas Masseria te bedriegen. Tijdens een ontmoeting tussen Joe Bonanno (destijds onder leiding van Maranzano) bood Luciano aan om de vijandelijkheden te beëindigen door Masseria uit te schakelen en de leiding over zijn borgata over te nemen.
Op 15 april 1931 zat Luciano samen met zijn baas Masseria te dineren in een restaurant. Luciano verontschuldigde zich om een bezoek aan het toilet te brengen. Tijdens zijn toiletbezoek werd Masseria om het leven gebracht door vier schutters. Luciano werd de nieuwe baas van de bende en sloot vrede met Maranzano waardoor er officieel een einde kwam aan de Castellammarijnse oorlog.

## Nasleep
Met de dood van Masseria kwam er een einde aan de oorlog. Maranzano organiseerde de maffia in New York met behulp van een duidelijke structuur en hiërarchie door de machtigste bendes in New York te verdelen in vijf families. Elke familie had een baas, onderbaas, consigliere, capo's, soldaten en medewerkers. Terwijl medewerkers uit elke achtergrond konden komen, moesten de hogere rangen "made men" zijn, wat in de meeste tijdperken vereist was om volbloed Italiaanse Amerikanen te zijn. 
Daarnaast gaf Maranzano aan dat de vijf families geleid zouden worden door Luciano (thans de Genovese familie), Joseph Profaci (thans de Colombo familie), Thomas Gagliano (thans de Lucchese familie), Maranzano (thans de Bonanno familie) en Frank Salice (thans de Gambino familie). Tot slot benoemde Maranzano zichzelf tot capo di tutti capi (baas der bazen).
Maranzano's heerschappij als capo di tutti capi was echter van korte duur. Hoewel Maranzano iets vooruitstrevender was dan Masseria, was Luciano tot de conclusie gekomen dat Maranzano zelfs nog hebzuchtiger en bekrompener was dan Masseria. Op 10 september 1931 werd Maranzano doodgeschoten en neergestoken in zijn kantoor in Manhattan door een team van Joodse schutters (gerekruteerd door Meyer Lansky), waaronder Samuel "Red" Levine, Bo Weinberg en Bugsy Siegel. De mannen waren vermomd als belastingfunctionarissen en politiemannen.

## Conclusie
Uiteindelijk verloren beide traditionele facties in de New York Mafia de vete. De echte winnaars waren de jongere en meedogenlozer generatie gangsters onder leiding van Luciano.